# 이상희 (1969년)
이상희(李尙熙, 1969년 8월 25일 ~ )은 대한민국의 제6대 서울특별시 노원구의원이었다.

## 학력
- 1975.03 ~ 1981.02 서울우이국민학교 졸업
- 1981.03 ~ 1984.02 선덕중학교 졸업
- 1984.03 ~ 1987.02 선덕고등학교 졸업
- 1989.03 ~ 1998.02 서울과학기술대학교 공업디자인 학사 졸업

## 경력
- 서울산업대학교 총학생 회장
- 서울산업대학교 민주동문회 회장
- 민주화실천가족운동협의회 간사
- 민선 5기 인수위원회(시민참여 좋은 노원구 만들기 준비위원회) 위원장
- 나쁜투표거부 노원구 운동본부 공동대표
- 노원구 정책협의회 위원
- 민주노동당 서울시당 노원구 위원회 위원장
- 2011.10 ~ 2014.06 제6대 서울특별시 노원구의회 의원
- 2011.10 ~ 2012.07 제6대 노원구의회 전반기 도시환경위원회 위원
- 2011.10 ~ 2012.07 제6대 노원구의회 전반기 예산결산특별위원회 부위원장
- 통합진보당 서울시당 노원구 을 위원회 위원장
- 2012.07 ~ 2014.06 제6대 노원구의회 후반기 운영위원회 위원
- 2012.07 ~ 2014.06 제6대 노원구의회 후반기 행정재경위원회 위원
- 2012.07 ~ 2014.06 제6대 노원구의회 후반기 예산결산특별위원회 부위원장

## 역대 선거 결과
|  | 53.79% |

|  | 7.67% |